# Qualea clavata
Qualea clavata är en tvåhjärtbladig växtart som beskrevs av Stafleu. Qualea clavata ingår i släktet Qualea och familjen Vochysiaceae. Inga underarter finns listade i Catalogue of Life.